# Північний Китай

Північний Китай на карті КНР.

Півні́чний Кита́й (кит.: 华北; 華北; Huáběi) — географічний регіон Китаю. Центральна частина — Північнокитайська й Центральна рівнини. Найбільший населений пункт — Пекін. Основна мова — мандаринський діалект китайської.